# 서영대학교
서영대학교(瑞永大學校, Seyoung University)는 대한민국 광주광역시 북구와 경기도 파주시에 캠퍼스를 둔 사립 전문대학이다.

## 연혁
1978년 12월 28일, 학교법인 서강학원에 의하여 서강실업전문대학이 설립되었다. 1992년 2월 28일, 서강전문대학으로 교명을 변경한다. 1998년 6월 1일, 서강정보대학으로 다시 교명을 변경한다. 2011년 7월 1일, 서영대학으로 교명을 변경하고, 같은해 11월 20일 서영대학교로 교명을 변경한다. 2013년 3월, 경기도 파주시 일대에 이원화 캠퍼스로 파주캠퍼스를 개교하여 현재에 이르고 있다.

## 교육편제
서영대학교는 학부 과정에 준하는 전문학사 학위 과정만 편제되어 있으며, 7개 계열을 자체적으로 편성하고 32개 전공을 설치하고 있다.
광주캠퍼스에 인문사회, 공학, 자연과학, 보건, 간호 등 5개 계열을 자체적으로 설정하고 하위로 15개 전공을 두고 있다. 파주캠퍼스에 인문사회, 공학, 자연과학, 보건, 디자인 5개 계열을 자체적으로 설정하고 하위로 16개 전공을 두고 있다.

## 같이 보기
- 서강고등학교
- 서강중학교